# 타랑감바디

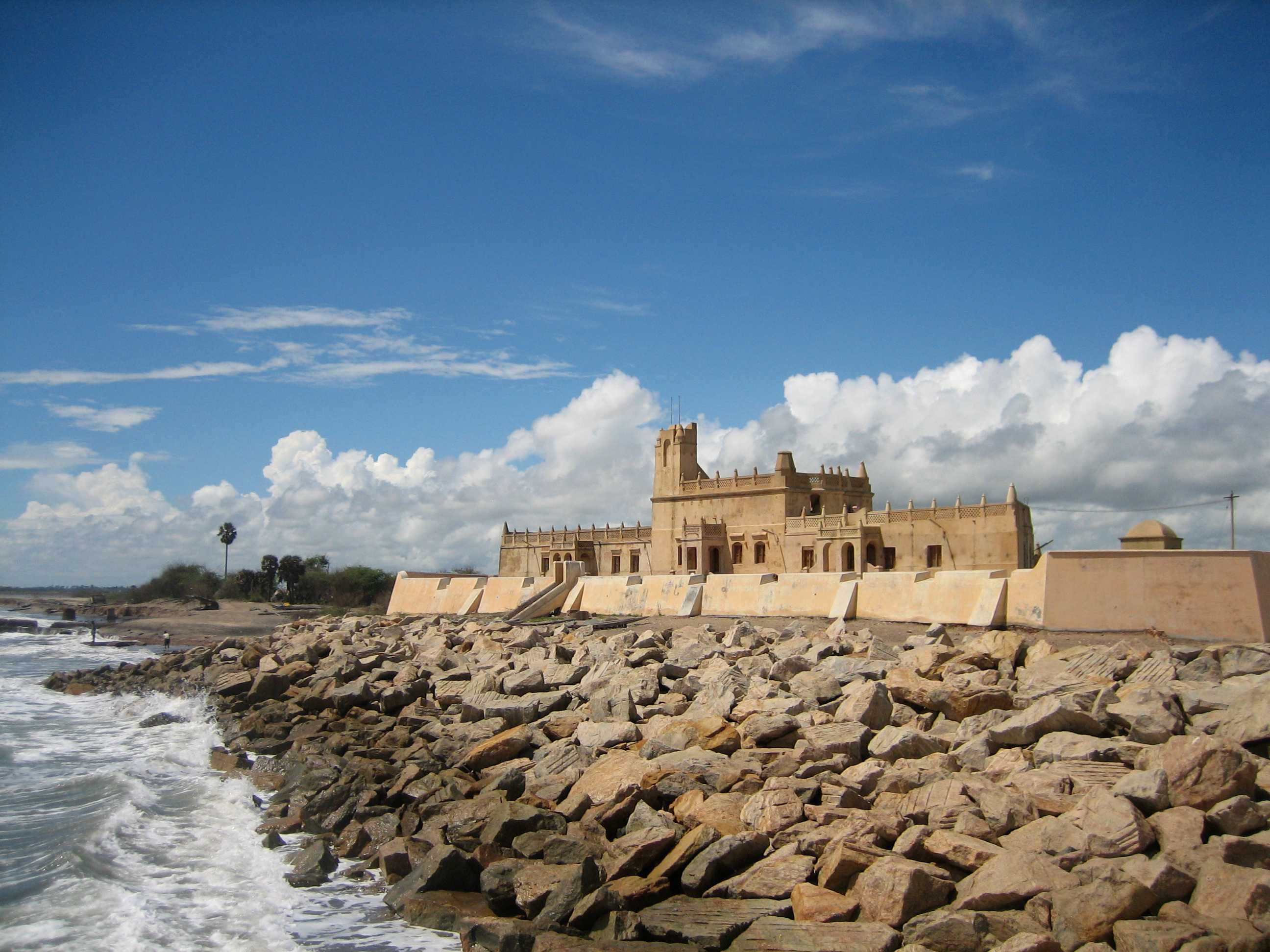
타랑감바디 단스보르(Dansborg) 요새

타랑감바디(영어: Tharangambadi, 옛 이름 트랑케바르(Tranquebar))는 인도 타밀나두주의 도시로 인구는 23,191명(2011년 기준)이다. 카라이칼에서 북쪽으로 15km 정도 떨어진 곳에 위치한다. 1620년부터 1845년까지 덴마크의 식민지로 남아 있었다.

## 같이 보기
- 덴마크 동인도 회사
- 덴마크의 역사